# Замок Кілтімон
Замок Кілтімон (англ. Kiltimon Castle, Newcastle) — Ньюкасл, Новий Замок — один із замків Ірландії, розташований у графстві Віклоу.

## Історія
Замок Кілтімон був побудований норманськими лицарями наприкінці ХІІ століття після англо-норманського завоювання Ірландії. Навколо замку Кілтімон було влаштоване поселення, де поселенцям пропонували вигідні умови життя та захист у випадку нападу непокірних ірландських кланів. Але селище і замок Кілтімон неодноразово спалювалось під час нескінченних війн в Ірландії. Ірландські клани О'Бірн та О'Тул неодноразово нападали на замок, намагаючись повернути собі свої землі. У ХІІІ столітті замок був відомий як «Новум Каструм МакКінеган» (англ. Novum Castrum McKynegan). Відновлення цього замку після чергового руйнування пов'язують із королем Англії Едвардом І (1239—1307) та королем Англії Едвардом ІІ (1307—1327). Цей замок був побудований із дикого каменю місцевого походження з додаванням червоної цегли. Замок являв собою велику споруду з воротами та склепіннями. Сходи біля північної стіни є результатом пізнішої добудови. У XVII столітті в замку був зроблений великий камін та прокладені нові великі вікна. Та будівля, що дійшла до нас — це в основному забудова 1550 року. У XVIII столітті замок являв собою повну руїну, але був частково відновлений і відбудований у 1800 році шанувальниками старовини. Відбудову замку почав генерал Роберт Канінгем в 1781 році.
У 1595 році сер Вільям ФітцВільям — лорд депутат Ірландії взяли під свій контроль землі Віклоу, які до того були незалежні від Англії й контролювалися ірландськими кланами О'Тул та О'Бірн. Це була спроба розширити Пейл — англійську колонію в Ірландії. Йшла так звана Дев'ятирічна війна в Ірландії (1594—1603). Замок займав стратегічну позицію, тому був ареною боїв. Після поразки ірландських кланів і повного завоювання Ірландії землі навколо замку Кілтімон заселялися колоністами з Англії. Король Англії Карл І дарував ці землі поселенцям. Згодом ці землі були поділені між кількома «патентовласниками» згідно закону 1701 року.
Біля замку Кілтімон руїни якого дійшли до нашого часу стояло ще кілька замків від яких лишилися одні фундаменти.